# Mothers' Instinct
Mothers' Instinct är en amerikansk psykologithrillerfilm från 2024, samt en nyinspelning av den Olivier Masset-Depasse-regisserade filmen med samma namn, som bygger på författarinnan Barbara Abels roman med samma namn från 2012. Filmen regisserades av Benoît Delhomme, som även var fotograf för filmen. Huvudrollerna spelas av Jessica Chastain, Anne Hathaway, Anders Danielsen Lie och Josh Charles. Chastain och Hathaway är även två av filmens producenter.

## Handling
Filmens handling utspelar sig i ett idylliskt förortsamerika år 1960, och kretsar kring hemmafruarna och bästa vännerna Alice och Céline. De lever ett helt perfekt liv, tills en tragisk olycka inträffar vilket splittrar den tidigare harmonin i grannskapet. Harmonin blir istället skuld, misstänksamhet och paranoia, och försämrar vänskapen mellan de två hemmafruarna.

## Rollista
| Jessica Chastain     | – Alice              |
| Anne Hathaway        | – Céline             |
| Anders Danielsen Lie | – Simon              |
| Josh Charles         | – Damian             |
| Eamon O'Connell      | – Theo               |
| Caroline Lagerfelt   | – Mormor/Farmor Jean |
| Baylen D. Bielitz    | – Max                |